# 1. česká hokejová liga 2005/2006
1. česká hokejová liga 2005/2006 byla 13. ročníkem druhé nejvyšší české hokejové soutěže.

## Fakta
- 13. ročník samostatné druhé nejvyšší české hokejové soutěže
- V prolínací extraligové kvalifikaci tým HC Slovan Ústí nad Labem (vítěz 1. ligy) proti Vsetínská hokejová (Poslední celek extraligy) neuspěl - prohrál 2:4 na zápasy
- V prolínací baráži o 1. hokejovou ligu tým KLH Vajgar Jindřichův Hradec neuspěl a sestoupil do 2. ligy. Tým LHK Jestřábi Prostějov se udržel. Do dalšího ročníku 1. ligy postoupil HC Rebel Havlíčkův Brod.

### Systém soutěže
Všech 14 týmů se nejprve utkalo v základní části čtyřkolově každý s každým. Osm nejlepších týmů postoupilo do play-off, které se hrálo na 3 vítězné zápasy (čtvrtfinále na 4 vítězné). Vítěz finále play off postoupil do baráže o extraligu s nejhorším extraligovým celkem.
Týmy, které skončily na 13. a 14. místě musely svoji prvoligovou příslušnost hájit v pětičlenné baráži o první ligu, do které postoupily nejlepší tři týmy 2. ligy.

## Konečná tabulka
| Vysvětlivka                   |
| ----------------------------- |
| Postup do čtvrtfinále playoff |
| Sezóna pro daný tým skončila  |
| Účastník baráže o 1. ligu     |

| Poř. | Tým                          | Z  | V  | VP | R | PP | P  | Skóre   | B   |
| ---- | ---------------------------- | -- | -- | -- | - | -- | -- | ------- | --- |
| 1.   | HC Slovan Ústí nad Labem     | 52 | 31 | 3  | 6 | 1  | 11 | 167:94  | 106 |
| 2.   | HC Dukla Jihlava             | 52 | 27 | 3  | 4 | 2  | 16 | 149:117 | 93  |
| 3.   | BK Mladá Boleslav            | 52 | 28 | 0  | 7 | 1  | 16 | 148:109 | 92  |
| 4.   | HC Kometa Brno               | 52 | 27 | 2  | 5 | 0  | 18 | 135:120 | 90  |
| 5.   | HC Havířov                   | 52 | 28 | 1  | 1 | 1  | 21 | 145:137 | 88  |
| 6.   | KLH Chomutov                 | 52 | 25 | 2  | 4 | 3  | 18 | 154:120 | 86  |
| 7.   | HC VČE Hradec Králové        | 52 | 25 | 3  | 3 | 1  | 20 | 144:121 | 85  |
| 8.   | HC Olomouc                   | 52 | 23 | 1  | 3 | 4  | 21 | 123:130 | 78  |
| 9.   | HC Sareza Ostrava            | 52 | 17 | 4  | 5 | 2  | 24 | 117:140 | 66  |
| 10.  | HC Berounští Medvědi         | 52 | 17 | 1  | 6 | 6  | 22 | 104:134 | 65  |
| 11.  | SK Horácká Slavia Třebíč     | 52 | 17 | 2  | 6 | 3  | 24 | 118:125 | 64  |
| 12.  | SK Kadaň                     | 52 | 15 | 3  | 8 | 2  | 24 | 89:121  | 61  |
| 13.  | LHK Jestřábi Prostějov       | 52 | 12 | 3  | 3 | 0  | 34 | 120:185 | 45  |
| 14.  | KLH Vajgar Jindřichův Hradec | 52 | 9  | 2  | 5 | 4  | 32 | 92:152  | 40  |

## Hráčské statistiky základní části

### Kanadské bodování
Toto je konečné pořadí hráčů podle dosažených bodů. Za jeden vstřelený gól nebo přihrávku na gól hráč získal jeden bod.
| Poř. | Hráč            | Tým                   | Z  | G  | A  | B  | TM | +/- |
| ---- | --------------- | --------------------- | -- | -- | -- | -- | -- | --- |
| 1.   | Oldřich Bakus   | HC Dukla Jihlava      | 52 | 30 | 35 | 65 | 69 | 28  |
| 2.   | David Appel     | HC Kometa Brno        | 51 | 30 | 24 | 54 | 60 | 18  |
| 3.   | Petr Lipina     | HC Havířov            | 51 | 18 | 31 | 49 | 50 | 2   |
| 4.   | Patrik Fořt     | HC VČE Hradec Králové | 51 | 19 | 27 | 46 | 46 | 12  |
| 5.   | Daniel Hodek    | HC Dukla Jihlava      | 43 | 14 | 32 | 46 | 30 | 19  |
| 6.   | Ladislav Boušek | KLH Chomutov          | 43 | 24 | 20 | 44 | 4  | 10  |
| 7.   | Jaroslav Roubík | HC VČE Hradec Králové | 52 | 21 | 22 | 43 | 6  | 10  |
| 8.   | Miroslav Barus  | HC Kometa Brno        | 41 | 17 | 26 | 43 | 48 | 16  |
| 9.   | Radek Šíp       | KLH Chomutov          | 50 | 20 | 21 | 41 | 85 | 8   |
| 10.  | Milan Ministr   | HC Olomouc            | 50 | 20 | 20 | 40 | 48 | 6   |

### Hodnocení brankářů
Toto je konečné pořadí nejlepších deset brankářů.
| Poř. | Hráč              | Tým                   | Z  | MIN  | OG  | PZ   | PS   | POG  | Úsp%  |
| ---- | ----------------- | --------------------- | -- | ---- | --- | ---- | ---- | ---- | ----- |
| 1.   | Jaroslav Hübl     | SK Kadaň              | 51 | 2847 | 102 | 1580 | 1682 | 2.15 | 93.94 |
| 2.   | Marek Novotný     | HC Havířov Panthers   | 38 | 2119 | 72  | 1014 | 1086 | 2.04 | 93.37 |
| 3.   | Pavel Maláč       | HC Kometa Brno        | 51 | 3083 | 112 | 1571 | 1683 | 2.18 | 93.35 |
| 4.   | Luboš Horčička    | KLH Chomutov          | 37 | 2173 | 70  | 976  | 1046 | 1.93 | 93.31 |
| 5.   | Michal Mařík      | BK Mladá Boleslav     | 33 | 1908 | 61  | 845  | 906  | 1.92 | 93.27 |
| 6.   | Michal Valent     | HC Berounští Medvědi  | 28 | 1633 | 61  | 833  | 894  | 2.24 | 93.18 |
| 7.   | Štefan Žigárdy    | HC Olomouc            | 44 | 2416 | 89  | 1142 | 1231 | 2.21 | 92.77 |
| 8.   | Jaroslav Suchan   | HC Dukla Jihlava      | 52 | 3107 | 112 | 1431 | 1543 | 2.16 | 92.74 |
| 9.   | Vladislav Koutský | HC VČE Hradec Králové | 34 | 1897 | 72  | 900  | 972  | 2.28 | 92.59 |
| 10.  | Jakub Čech        | HC Sareza Ostrava     | 42 | 2520 | 113 | 1396 | 1509 | 2.69 | 92.51 |

## Vyřazovací boje
|  | Čtvrtfinále              | Čtvrtfinále         |                          |   | Semifinále | Semifinále |  |  | Finále | Finále |
|  |                          |                     |                          |   |            |            |  |  |        |        |
|  |                          |                     |                          |   |            |            |  |  |        |        |
|  | HC Slovan Ústí nad Labem | 4                   |                          |   |            |            |  |  |        |        |
|  | HC Slovan Ústí nad Labem | 4                   |                          |   |            |            |  |  |        |        |
|  | HC Olomouc               | 0                   |                          |   |            |            |  |  |        |        |
|  | HC Olomouc               | 0                   | HC Slovan Ústí nad Labem | 3 |            |            |  |  |        |        |
|  |                          |                     | HC Slovan Ústí nad Labem | 3 |            |            |  |  |        |        |
|  |                          | HC Hradec Králové   | 0                        |   |            |            |  |  |        |        |
|  | HC Dukla Jihlava         | HC Hradec Králové   | 0                        | 2 |            |            |  |  |        |        |
|  | HC Dukla Jihlava         |                     |                          | 2 |            |            |  |  |        |        |
|  | HC Hradec Králové        | 4                   |                          |   |            |            |  |  |        |        |
|  | HC Hradec Králové        | 4                   | HC Slovan Ústí nad Labem | 3 |            |            |  |  |        |        |
|  |                          |                     | HC Slovan Ústí nad Labem | 3 |            |            |  |  |        |        |
|  |                          | BK Mladá Boleslav   | 1                        |   |            |            |  |  |        |        |
|  | BK Mladá Boleslav        | BK Mladá Boleslav   | 1                        | 4 |            |            |  |  |        |        |
|  | BK Mladá Boleslav        |                     |                          | 4 |            |            |  |  |        |        |
|  | KLH Chomutov             | 0                   |                          |   |            |            |  |  |        |        |
|  | KLH Chomutov             | 0                   | BK Mladá Boleslav        | 3 |            |            |  |  |        |        |
|  |                          |                     | BK Mladá Boleslav        | 3 |            |            |  |  |        |        |
|  |                          | HC Havířov Panthers | 0                        |   |            |            |  |  |        |        |
|  | HC Kometa Brno           | HC Havířov Panthers | 0                        | 1 |            |            |  |  |        |        |
|  | HC Kometa Brno           |                     |                          | 1 |            |            |  |  |        |        |
|  | HC Havířov Panthers      | 4                   |                          |   |            |            |  |  |        |        |
|  | HC Havířov Panthers      | 4                   |                          |   |            |            |  |  |        |        |

## Čtvrtfinále
- HC Slovan Ústí nad Labem - HC Olomouc 4:0 (4:1, 8:2, 3:1, 3:1)
- HC Dukla Jihlava - HC Hradec Králové 2:4 (5:4 SN, 2:4, 3:2, 2:3, 4:5 P, 0:4)
- BK Mladá Boleslav - KLH Chomutov 4:0 (3:0, 1:0, 3:2 SN, 2:1)
- HC Kometa Brno - HC Havířov Panthers 1:4 (4:3, 1:3, 2:3, 0:3, 0:1)

## Semifinále
- HC Slovan Ústí nad Labem - HC Hradec Králové 3:0 (4:1, 1:0, 4:1)
- BK Mladá Boleslav - HC Havířov Panthers 3:0 (3:1, 7:3, 2:1)

## Finále
- HC Slovan Ústí nad Labem - BK Mladá Boleslav 3:1 (0:6, 3:1, 2:0, 4:2)

Ústí nad Labem postoupilo do baráže o extraligu, kde narazilo na tým Vsetínská hokejová, ale podlehlo mu 2:4 na zápasy.

## Baráž o 1. ligu
| Poř. | Tým                          | Z | V | VP | R | PP | P | Skóre | B  |
| ---- | ---------------------------- | - | - | -- | - | -- | - | ----- | -- |
| 1.   | LHK Jestřábi Prostějov       | 8 | 5 | 0  | 0 | 1  | 2 | 28:20 | 16 |
| 2.   | HC Rebel Havlíčkův Brod      | 8 | 4 | 1  | 0 | 1  | 2 | 25:19 | 15 |
| 3.   | HC Technika Brno             | 8 | 3 | 1  | 0 | 0  | 4 | 20:22 | 11 |
| 4.   | KLH Vajgar Jindřichův Hradec | 8 | 3 | 0  | 0 | 1  | 4 | 20:19 | 10 |
| 5.   | IHC Písek                    | 8 | 2 | 1  | 0 | 0  | 5 | 16:29 | 8  |

Tým KLH Vajgar Jindřichův Hradec neuspěl a sestoupil do 2. ligy. Tým LHK Jestřábi Prostějov se udržel. Do dalšího ročníku 1. ligy postoupil HC Rebel Havlíčkův Brod.